# Glorious Betsy
Glorious Betsy este un film american mut din 1928 cu secvențe vorbitoare. Este bazat pe o piesă de teatru cu același nume scrisă de Rida Johnson Young având-o în rolul principal pe Dolores Costello. A fost produs de Warner Bros. și nominalizat la Premiul Oscar pentru cel mai bun scenariu adaptat în 1929. Filmul a fost regizat de Alan Crosland, iar imaginea a fost semnată de Hal Mohr. O versiune mută a acestui film se află în Biblioteca Congresului, și în timp ce în această copie lipsește o parte din sunet, nu se știe dacă alte copii ale sunetului au fost păstrate în altă parte. Piesa Vitaphone supraviețuiește incomplet la UCLA Film and Television Archive.
Deși filmul a fost scris atât de Anthony Coldeway, cât și de Jack Jarmuth (acesta din urmă a creditat doar pentru intertitluri); doar Coldeway a fost nominalizat la premiul Oscar.

## Subiect
Filmul este o narațiune semi-istorică și înfățișează viața de curte, căsătoria și despărțirea forțată a lui Jérôme Bonaparte, fratele lui Napoleon și al soției sale din sudul Americii, Elizabeth Patterson. Napoleon nu a aprobat căsătoria (în ciuda faptului că familia ei era una dintre cele mai bogate din America), iar căsătoria a fost anulată. Ulterior, Jérôme a fost forțat să se căsătorească cu Catharina de Württemberg. Au avut un singur copil, prezentat în film, Jérôme Napoleon Bonaparte. Pentru a oferi un „final fericit”, Jérôme din film părăsește Franța pentru a fi alături de soția sa. Cu toate acestea, în realitate, el a rămas în Europa.

## Distribuție
- Dolores Costello - Betsy Patterson
- Conrad Nagel - Jérôme Bonaparte
- John Miljan - Preston
- Marc McDermott - colonelul Patterson
- Pasquale Amato - Napoleon Bonaparte
- Michael Vavitch - căpitanul St. Pierre
- Andrés de Segurola - căpitanul Du Fresne
- Paul Panzer - căpitanul navei
- Clarissa Selwynne - mătușa Mary
- Betty Blythe - prințesa Frederick